# Caso Hélder Feitosa
Helder Feitosa Cavalcante (Fortaleza, c. 1940 - Teresina, 28 de julho de 1987) foi um jornalista e empresário brasileiro. Era proprietário do jornal O Estado e das rádios Poty AM e FM, todos sediados em Teresina, capital do Piauí.

## Assassinato
Em 27 de julho de 1987, Helder Feitosa voltava à sua casa às 22 horas, após uma viagem feita à Fortaleza. Por volta da 1h40 do dia 28, cinco homens entram em sua residência, na zona leste de Teresina, com dezenas de tiros. O crime repercutiu no Piauí.
Mas o crime ficou inconclusível: No inquérito, foram indiciados e denunciados à Justiça a esposa da vítima (como mandante) e “Compadre Napoleão”, como o agenciador dos pistoleiros, mas denuncia foi desqualificada por falta de provas, que 20 anos depois do assassinato, o crime prescreveu sem nenhum dos responsáveis na cadeia.

## Vendas
A família do morto vendeu as rádios Poty AM e FM, incluindo o Jornal O Estado foram vendidos para outro empresário Paulo Guimarães.